# Constant Leber
Pour les articles homonymes, voir Leber.
Constant Leber (de son nom complet Jean Michel Constant Leber), né le 8 mai 1780 à Orléans dans l'ancienne province de l'Orléanais du royaume de France et mort dans cette même ville le 22 décembre 1859, est un historien et bibliophile français.

## Ouvrages publiés
- Catalogue des livres imprimés, manuscrits, estampes, dessins et cartes à jouer composant la bibliothèque de M. C. Leber, Paris, Techener, 4 volumes, 1839-1852.
- Histoire de la Gravure par ses produits... : par C. Leber, suivie des procédés employés pour graver et pour nettoyer les Estampes, Orléans : H. Herluison, 1872 (BNF 40372971).